# Toshiaki Kawada
Toshiaki Kawada (川田 利明 Kawada Toshiaki?) (8 de diciembre de 1963) es un luchador profesional japonés, principalmente conocido por su trabajo en All Japan Pro Wrestling. Desde 2005 ha estado luchando como freelancer en otras promociones, incluyendo Pro Wrestling NOAH, HUSTLE y New Japan Pro Wrestling.
Kawada es recordado como uno de los pilares de All Japan Pro Wrestling junto con Mitsuharu Misawa, Kenta Kobashi y Akira Taue, con los que ha tenido lo que son consideradas por expertos como las mejores luchas de la década. Además, Toshiaki se hizo conocido por su estilo de lucha basado en duras patadas y peligrosos drivers, lo que le ha brindado numerosos combates de 5 estrellas según el escritor de Wrestling Observer Newsletter Dave Meltzer.

## Carrera

### Primeros años y All Japan Pro Wrestling
Kawada fue muy activo durante sus años como estudiante de secundaria en lucha amateur, llegando a ser campeón a nivel nacional en su último año después de derrotar a Keiichi Yamada (quien se volvería Jushin "Thunder" Liger en la lucha profesional más tarde) en las finales. Hizo su debut como luchador profesional el 4 de octubre de 1982, para All Japan Pro Wrestling, compitiendo contra(su futuro compañero) Hiromichi Fuyuki. Kawada Kawada luego fue enviado a Norteamérica por un año en noviembre de 1985, donde ganó experiencia como luchador profesional en la Fred Behrend's Texas All-Star Wrestling (San Antonio, Texas), Stu Hart's Stampede Wrestling (en Calgary) y Frank Valois' International Wrestling (en Montreal); Kawada fue introducido como "Kio Kawata de Seúl, South Korea" en Stampede Wrestling por un corto tiempo en junio de 1986. Él estaba bajo circunstancias desfavorables, y raramente se refiere a sus días de lucha en América y Canadá. Su primer mayor logro llegó en 1987 cuando se unió con su mentor Genichiro Tenryu en su "Revolucionario" grupo. Kawada a menudo hacia pareja con Samson (antes conocido como Hiromichi) Fuyuki, y el dúo sostuvo los títulos de All Asia Tag Team Championship en tres ocasiones; con una memorable rivalidad contra Shunji Takano & Sinichi Nakano, así también como contra Can-Am Express (Dan Kroffat y Doug Furnas). Cuando su compañero de grupo Revolution Ashura Hara fue expulsado de All Japan por deudas sobre apuestas, Kawada hizo pareja con Tenryu en la 1988 Real World Tag League, perdiendo en una memorable lucha final ante Stan Hansen y Terry Gordy.
Durante la primavera de 1990, después de que Tenryu y un número de luchadores de All Japan se fueran a la recién formada empresa de Tenryu la Super World of Sports promotion, Kawada se convirtió en el compañero principal de Mitsuharu Misawa en el feudo de Jumbo Tsuruta & Co. vs. Misawa & Co. Como parte del feudo, Kawada tuvo una rivalidad muy agitada con el compañero de Tsuruta, Akira Taue. Misawa y Kawada ganarían el título de Unified World Tag Team Championship en dos ocasiones, como también el Real World Tag League de 1992. Kawada ganaría su primera oportunidad por el Triple Crown el 24 de octubre de 1991, retando a Tsuruta, y volviendo a intentarlo el año siguiente, en el Triple Crown Challanges ante Stan Hansen (el 5 de junio de 1992) y a Misawa (el 5 de octubre de 1992); la lucha contra Stan Hansen fue nombrada Lucha del Año por el Tokyo Sport, terminando en segundo lugar detrás de la lucha contra Misawa en una votación realizada a finales de ese mismo año por la Weekly Pro wrestling.
A principios de 1993, cuando aparentemente los días como luchador de Tsuruta estaban acabados, el promotor de AJPW Giant Baba le preguntó a Misawa el hacer pareja con su rival Taue, dejando el grupo de Misawa. Kawada y Taue lucharon hasta empatar en el Champion's Carnival de 1993 y terminaron su feudo con un respetuoso apretón de manos. En su primera lucha titular como parejas, Kawada y Taue derrotaron a los campeones Unified World Tag Team Terry Gordy y Steve Williams. Inmediatamente después de esto defendieron con éxito los títulos contra Misawa y Kenta Kobashi el 1 de junio de 1993, en una lucha donde Baba la catalogó como la mejor lucha que él había visto (en esos tiempos); fue la primera de nueve legendarias luchas entre ellos, y Kawada mantendría el título de AJPW Unified World Tag Team Championships con Taue en seis ocasiones. Kawada ganó el Champion's Carnival de 1994 derrotando a Williams el 16 de abril de 1994. Kawada después de perder su tercera oportunidad por el Triple Crown challenge contra Misawa el 3 de junio de 1994 "La lucha de la década"; en una lucha estelar de 36 minutos, Kawada y Misawa realizaron algunas de las luchas más Stiffy que jamás se hayan visto.
Después de que Williams ganara el Triple Crown ante Misawa, Kawada derrotó a Williams el 22 de octubre de 1994 para así convertirse en el campeón más importante de la AJPW por primera vez; su reinado comenzó con una defensa exitosa ante Kenta Kobashi en Osaka, el 19 de enero de 1995, lucha la cual duró una hora y la que fue nombrada la mejor lucha de una hora en la historia de la lucha libre profesional por Dave Meltzer del Wrestling Observer. Stan Hansen terminó con el reinado de Kawada el 4 de marzo de 1995. Kawada logró derrotar por primera vez a Misawa el 9 de junio de 1995, cuando hizo pareja con Taue para enfrentarse ante Misawa y Kobashi, pero Misawa y Kobashi regresaron para derrotarlos en la final del Tag League, el último enfrentamiento entre ambos entre estas parejas.

### All-Japan Ace
Kawada pasó gran parte de 1996 relegado por cuestionar públicamente la política aislacionista de All Japan al mismo tiempo que su rival promocional New Japan generaba más ganancias con sus luchas interpromocionales; Observó como Taue y Kobashi ganaban el Triple Crown en el lugar que le correspondía su Push. Kawada participó en una lucha interpromocional para un show de la UWFi, pero All Japan decidió descontinuar su feudo interpromocional con la UWFi, debido a la atención que Kawada generó. Le fue permitido salir de su castigo por tiempos para entrar al Real World Tag League junto con Taue por primera vez, derrotando a Misawa y Jun Akiyama. Kawada logró derrotar a Misawa por primera vez en una lucha individual en la final del Champion's Carnival de 1997, lucha que duró menos de 7 minutos, para luego derrotar a Kobashi en la misma noche para así ganar el Carnival Championship por segunda vez; ninguna de las victorias generó el impacto que se esperaba. Kawada y Taue se darían una segunda oportunidad por el World Tag League championship para finalizar el año donde permanecieron bastante tiempo bajo las sombras de Misawa y Kobashi. El momento del "coronamiento" en la carrera de Kawada llegaría el 1 de mayo de 1998, cuando logró derrotar a Misawa por el Triple Crown en el primer show de All Japan en el Tokyo Dome. Sin embargo fue rápidamente derrotado por Kobashi el 12 de junio de 1998, en su primera defensa. Después de recibir un poco de push de forma individual durante la última mitad del año, a Kawada se le otorgó otra oportunidad por el Triple Crown ante Misawa el 22 de enero de 1999; en un acto de sorpresa, Kawada tomó su segunda oportunidad por el Triple Crown ante Misawa para ganar el título por tercera vez, aunque se rompió el brazo durante la lucha, dejando vacante el título al día siguiente. Él además inadvertidamente, en lo que fue un acto casual, inventó lo que por muchos es considerado el finisher (movimiento final) más peligroso en la lucha libre, el Ganso Bomb. Kawada intentó armar un bombazo en Misawa, pero no lo pudo elevar lo suficiente debido a su brazo roto, dejándolo caer sobre su cabeza. Kawada regreso en mayo del 99, pero tendría que mantenerse a raya debido a una lesión en el ojo ocurrida en agosto. No regresó hasta enero de 2000, pero sufrió de grandes pérdidas ante Kobashi, Vader y Misawa. En junio del 2000, Kawada y Taue ganaron el Unified World Tag Team Championships por sexta vez, imponiendo un récord que comparten no solamente con Jumbo Tsuruta y Yoshiaki, sino que también con Terry Gordy y Steve Williams.
Luego de los incidentes de junio de 2000, Misawa y todos los nativos de All Japan, a excepción de dos, renunciaron sobre sus posiciones de trabajo para formar parte de la nueva promoción Pro Wrestling NOAH; Toshiaki Kawada y Masanobu Fuchi fueron los únicos en mantenerse con All Japan Pro Wrestling. Con la promoción sin talentos, fue necesario traer al antiguo mentor de Kawada Genchiro Tenryu y en un acuerdo interpromocional con New Japan; la primera de estas luchas contra New Japan sería entre Kawada contra el campeón IWGP Heavyweight Champion Kensuke Sasaki el 9 de octubre de 2000, en una lucha no titular donde ganaría Kawada. El 6 de septiembre de 2003, logró ganar el Triple Crown por quinta vez en la final de un torneo contra Shinjiro Ohtani. Esta vez Kawada logró mantener un magnífico reinado con 10 defensas titulares en contra de gente como Genichiro Tenryu, Shinya Hashimoto, Jamal (ahora conocido como Umaga), Taiyō Kea, Kensuke Sasaki y Hiroyoshi Tenzan; dando como resultado un nuevo récord, superando el de Misawa con sus 8 defensas durante su tercer reinado. En consecuencia, 2004 se volvió el segundo año cuando el Triple Crown no cambió de mano (siendo el primero en 1993, durante el primer reiando de Misawa), donde se incluyen exitosas defensas ante Mick Foley en la promoción HUSTLE; en la era de Misawa el título no era defendido durante los Champion's Carnival y World's Strongest Tag League tours, que eran dedicados para lo que sus nombres representaban. El reinado de Kawada logró recobrar la dignidad al Triple Crown a expensas de dichos torneos.

### Freelancer
Después de perder los títulos ante Satoshi Kojima el 16 de febrero de 2005, Kawada firmó un contrato con Dream Stage Entertainment, la compañía dueña de PRIDE Fighting Championships.

### HUSTLE (2005-2009)

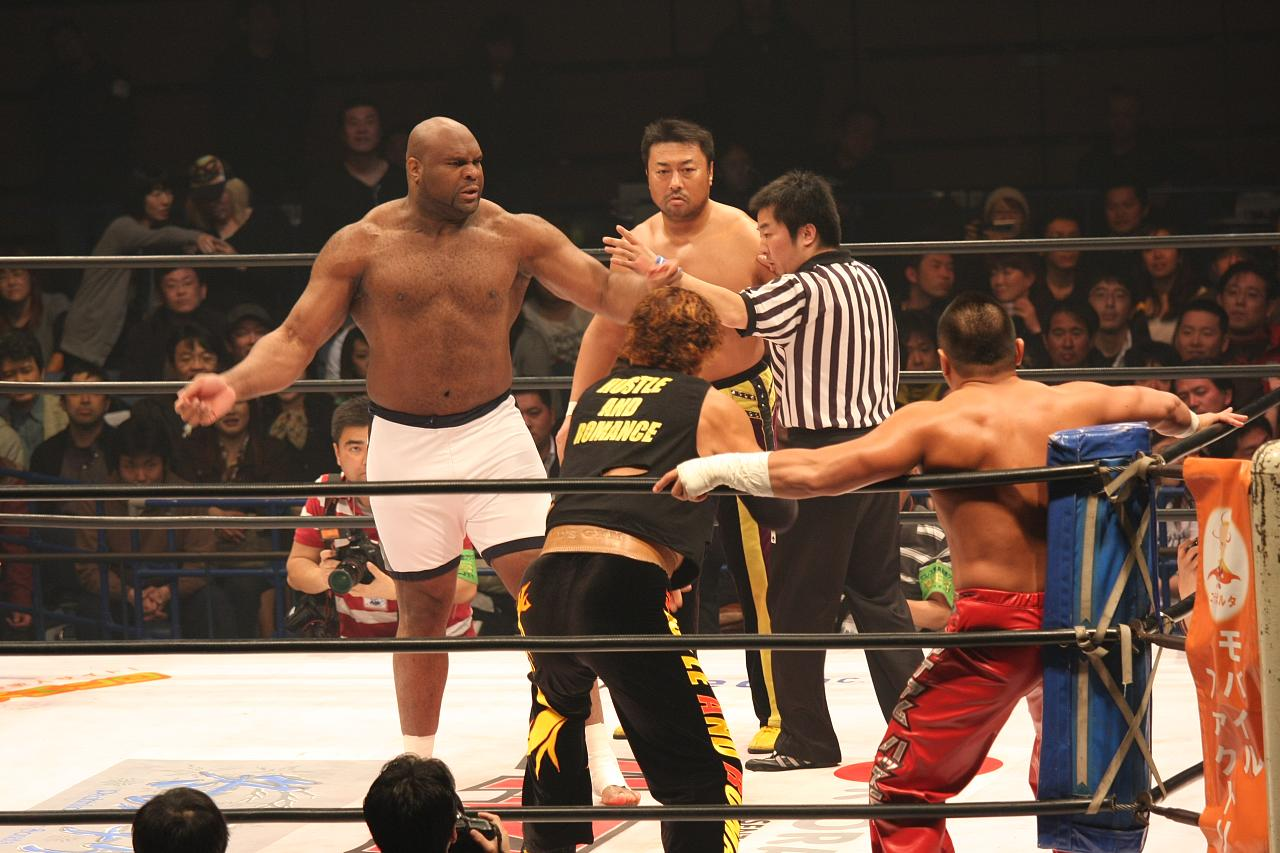
Kawada (derecha) y Bob Sapp (izquierda) en un combate contra Genichiro Tenryu & Wataru Sakata en HUSTLE.

Kawada comenzó a aparecer en la empresa de entretenimiento deportivo HUSTLE como uno de los miembros más importantes del HUSTLE Army junto con su aprendiz Taichi Ishikari y sus amigos Shinjiro Otani y Naoya Ogawa. Siendo conocido como un personaje solitario y retraído pero a la vez amante del espectáculo, Kawada adoptó el nombre HUSTLE K y comenzó a usar atuendos de las películas de artes marciales de la década de 1970, especialmente parodiando a Bruce Lee en la película Enter the Dragon. En 2005, Kawada traicionó a sus compañeros y se pasó al Monster Army, dirigido por Generalissimo Takada, y cambió su nombre a Monster K. A pesar de ello, Toshiaki no abandonó su carácter excéntrico y adoptó el gimmick de un cantante de lounge, llegando al extremo de lanzar un CD. Tras la caída del Monster Army por la (kayfabe) muerte de Takada, Toshiaki intentó tomar el liderazgo, autoproclamándose "Generalissimo K", pero los demás del grupo no vieron esto con buenos ojos y desbandaron la facción. Por ello, Kawada volvió a ser face y retornó al HUSTLE Army.

### All Japan Pro Wrestling
Debido a la forma en que estaba estructurado el contrato de Kawada con DSE, se encontraba libre para trabajar donde él más lo estimara (incluyendo New Japan Pro Wrestling, Pro Wrestling NOAH, y otras empresas y grupos independientes). Sin embargo cuando All Japan reanudó su relación con FEG para comenzar con el primer show de WRESTLE-1 nuevamente en el año 2005 con la compañía y la competencia más importante de PRIDE en Japón ( quienes comenzaron el grupo de lucha K-1 emitida por FEG), DSE le comunicó a Kawada que no se le permitiría trabajar para All Japan nunca más debido a un conflicto de intereses. El 18 de julio de 2005 en el Tokyo Dome, Kawada luchó una última vez contra su antiguo rival Mitsuharu Misawa en una lucha que duró 27 minutos.
En julio de 2006, All Japan terminó su relación con FEG. Kawada inmediatamente expreso interés en trabajar con la empresa que consideró su hogar por años nuevamente, y finalmente hizo su tan esperado regreso el 30 de junio de 2006 derrotando a D'Lo Brown. Seguido de su victoria contra el Triple Crown el 3 de julio de 2006, Taiyo Kea nombró a Kawada como el primer retador al título cuya lucha se daría en la inauguración del PRO WRESTLING LOVE en el evento RYOGOKU, el 27 de agosto, perdiendo Kawada ante su propio especial (powerbomb). Kawada continuó compitiendo en ambas empresas All Japan y HUSTLE, permitiéndole derrotar a Shinsuke Nakamura en el super show de All-Japan/New Japan "Wrestle Kingdom", el 4 de enero de 2007 con un running Kick a la cara. En la segunda versión del PRO WRESTLING LOVE en RYOGOKU (el 17 de febrero de 2007), Toshiaki Kawada y Taiyo Kea derrotaron a Voodoo Murders (RO'Z & Suwama) por el Unified World Tag Team Championship; esta victoria le dio a Kawada su noveno reinado con el campeonato y a Kea el quinto. Entre el 26-30 de marzo de 2007, Kawada compitió en el year's Champion's Carnival tournament, logrando llegar a la final para perder ante Keiji Mutoh; Kawada terminó el torneo con 5 puntos (2 victorias, 2 derrotas y una pérdida). Durante el Hold Out Tour que se dio el 22 de abril de 2007, Kawada perdió ante Vampiro, después de la intervención del The Great Muta con su Spray Mist en los ojos de Kawada. Más adelante Muta y Vampiro enfrentarían a Kea y a Kawada por el Unified World Tag Team Championships en el PRO WRESTLING LOVE en NAGOYA '07 (el 30 de abril), pero Kawada y Kea lograron retener los títulos. El 24 de junio de 2007, Satoshi Kojima abandonó All Japan y se alió con el archienemigo de All Japan, el grupo de los Voodoo Murders; esto enfureció a Kawada, quien dejó All Japan para que Kojima liderara cuando perdió el Triple Crown en el 2005.
El 26 de agosto de 2007 en PRO WRESTLING LOVE en Ryogoku, Vol. 3, Kawada y Kea perdieron los títulos de Unified World Tag Team Championship ante Voodoo Murders (TARU & Satoshi Kojima). En septiembre 16, luego de la conclusión de la apertura por el show del 2007 Flashing Tour, Kawada hizo un reto público ante Kensuke Sasaki por el Triple Crown Championship; Sasaki aceptó y se enfrentaron en el show de All-Japan's 35th Anniversary "PRO-WRESTLING LOVE en YOYOGI" el 18 de octubre de 2007. Kawada haría pareja con Ryuji Hijikata para enfrentarse ante Sasaki y Katsuhiko Nakajima, el 29 de septiembre de 2007 en el final del Show del Flashing Tour.
El 24 de octubre de 2009, Kawada obtiene el Zero1 World Heavyweight Championship al derrotar a Masato Tanaka en el evento Wrestler's 6 ~ Never Gonna Stop!.
Kawada volvería a NOAH el 28 de febrero derrotando a Takeshi Morishima en 10 minutos. Dos semanas después, Kawada sería anunciado como parte del show torneo inaugural "Global League".
El 11 de abril de 2010, Kawada pierde el Zero1 World Heavyweight Championship a manos de Kohei Sato en el evento Celebration from the Yasukuni Shrine - "Yamato Shinshu Chikara Matsuri" en Tokio, Japón. Meses después, Kawada entró en inactividad.

## En lucha
- Movimientos finales
  - Dangerous Kick[2] (Running roundhouse kick a la cabeza de un oponente sentado) - 2003-2010
  - Dangerous Powerbomb[14] (Falling powerbomb)[1][2][3]
  - Ganso bomb[3] - innovado; usado en ocasiones especiales
  - Vertical drop brainbuster[1][2][3]

- Movimientos de firma
  - Dangerous Backdrop Driver[2] (High-angle belly to back suplex)[1]
  - Kawada Crab[15] (Single leg Boston crab con múltiples pisotones a la cabeza del oponente)
  - K Tsutsumi-Gatame[16] (Modified small package)
  - Abdominal strecht
  - Cross armbar[15]
  - Fujiwara armbar
  - Lariat
  - Varios tipos de kick:
    - Ikari no K[17] / Monster Penalty Kick[14] (Running football a la cara del oponente)
    - Abisegiri[1] (Spinning rolling wheel)
    - Bicycle
    - Big boot
    - Enzuigiri[1]
    - Gamengiri[1][2][3]
    - Jumping high,[3] normalmente precedida de arm twist
    - Múltiples low-impact punt en rápida sucesión a la cara de un oponente agachado
    - Múltiples roundhouse[1]
    - Rolling wheel
    - Shoot
    - Spin[16]

  - Strecht plum[1][2]

- Apodos
  - "Dangerous K"
  - "HUSTLE K"
  - "Monster K"

## Campeonatos y logros
- All Japan Pro Wrestling
  - AJPW Triple Crown Heavyweight Championship (5 veces)
  - AJPW Unified World Tag Team Championship (9 veces) – con Akira Taue (6), Mitsuharu Misawa (2) y Taiyō Kea (1)
  - AJPW All Asia Tag Team Championship (3 veces) – con Samson Fuyuki
  - Champion's Carnival (1994)
  - Champion's Carnival (1997)
  - World's Strongest Tag Team League (1992) – con Mitsuharu Misawa
  - World's Strongest Tag Team League (1996) - con Akira Taue
  - World's Strongest Tag Team League (1997) - con Akira Taue

- HUSTLE
  - HUSTLE GP (2008)
  - Mejor hustler (2008)[18]

- Pro Wrestling ZERO1
  - ZERO1 World Heavyweight Championship (1 vez)

- Pro Wrestling Illustrated
  - Situado en el Nº42 dentro de los 500 mejores luchadores de la historia - PWI Years, 2003

- Wrestling Observer Newsletter
  - WON Equipo del año (1991) - con Mitsuharu Misawa
  - WON Luchador del Año (1994)
  - WON Hall of Fame (clase 1997)

- Tokyo Sports Grand Prix
  - Espíritu de lucha (1994)
  - Espíritu de lucha (2000)